# Chamaecrista garambiensis
Chamaecrista garambiensis är en ärtväxtart som först beskrevs av Takahide Hosokawa, och fick sitt nu gällande namn av H.Ohashi, Tateishi och T.Nemoto. Chamaecrista garambiensis ingår i släktet Chamaecrista och familjen ärtväxter. Inga underarter finns listade i Catalogue of Life.